# Пельйо (провінція Комо)

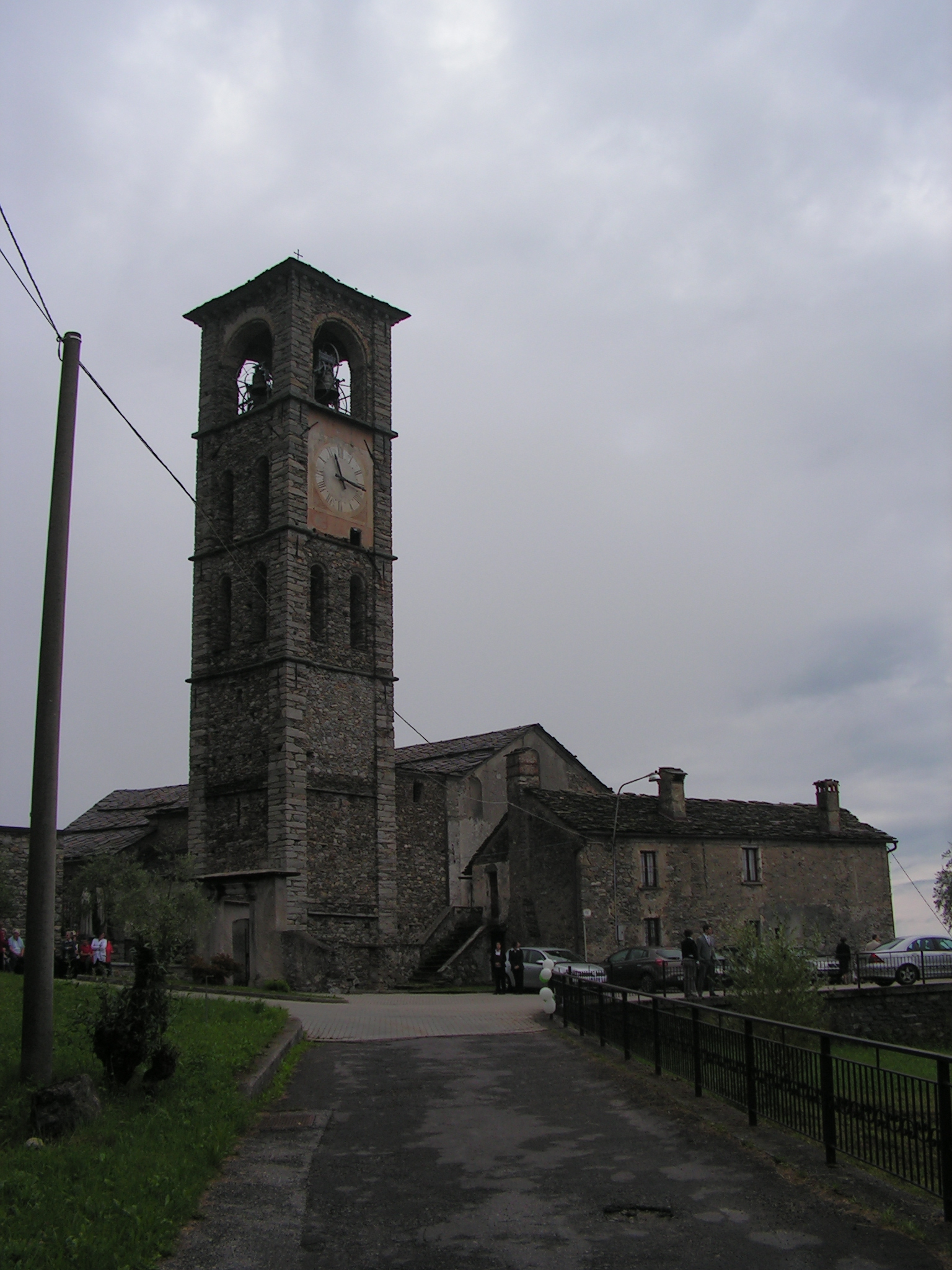
Церква святих Вітторе і Ейсебіо

Пельйо (італ. Peglio) — муніципалітет в Італії, у регіоні Ломбардія, провінція Комо.
Пельйо розташоване на відстані близько 540 км на північний захід від Рима, 80 км на північ від Мілана, 45 км на північний схід від Комо.
Населення — 169 осіб (2014).
Щорічний фестиваль відбувається 1 серпня. Покровитель — Eusebio.

## Демографія
Населення за роками:

Станом на 1 січня 2023 року в муніципалітеті офіційно проживало 7 іноземців з 7 країн, серед них 6 громадян країн Євросоюзу.

## Сусідні муніципалітети
- Домазо
- Доссо-дель-Ліро
- Граведона
- Ліво